# Juan Narváez
Juan José Narváez Solarte (Pasto, 12 febbraio 1995) è un calciatore colombiano, attaccante dell'Al-Jabalain.

## Caratteristiche tecniche
È una mezzapunta.

## Carriera
Cresciuto nelle giovanili del Deportivo Pasto, nel 2012 viene acquistato dal Real Madrid con cui gioca nelle giovanili fino al 2016.
Nel 2016 firma con il Real Betis. Fa il suo esordio in Primera División il 20 agosto 2017 in un match perso 2-0 contro il Barcellona.

## Palmarès

### Club

#### Competizioni nazionali
- Categoría Primera B: 1

Deportivo Pasto: 2011